# Вольное общество любителей словесности, наук и художеств
Во́льное о́бщество люби́телей слове́сности, нау́к и худо́жеств (сокр. ВОЛСНХ) — литературно-общественная организация, существовавшая в Санкт-Петербурге в 1801—1826 годах (с перерывами).

## История

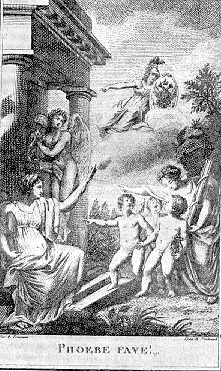
Виньетка из «Свитка муз»
(худ. Ф. Репнин, грав. Н. Уткин)

Предшественником общества стало созданное 15 июля 1801 года группой выпускников гимназии при Академии наук (И. М. Борн, В. В. Попугаев, В. И. Красовский, В. В. Дмитриев, А. Г. Волков, М. К. Михайлов), Дружеское общество любителей изящного.
По словам Н. И. Греча, учредители Вольного общества «были приготовлены к занятиям литературою строгим учением». Достаточно широкие познания Борна, Попугаева, Красовского и их товарищей свидетельствуют о серьёзности полученного ими в Академической гимназии гуманитарного и естественно-научного образования. Все они свободно владели французским языком, а иные из них и немецким, и английским, и итальянским.

Общество это на первых порах имело в виду преследовать цели исключительно самообразовательные, но вкусы основателей его — И. М. Борна и в особенности В. В. Попугаева — скоро придали занятиям общества некоторый специфический характер: интересы чисто литературные должны были скоро уступить место социально-политическим, причём и литературная струя принимала зачастую политическую окраску. Душой этого Общества в первые годы его существования был Попугаев: он был первым его секретарём, цензором, представителем, вербовавшим новых членов, самым усердным докладчиком и сотрудником изданий Общества.— Кубасов Ив. Попугаев, Василий Васильевич // Русский биографический словарь : в 25 томах. — СПб.—М., 1896—1918.
В 1802 году состав общества значительно расширился; в него вошли молодые поэты А. Х. Востоков, И. П. Пнин, Н. Ф. Остолопов, Г. П. Каменев, А. Е. Измайлов, Николай и Василий Радищевы.
В 1802—1803 годах общество издало в двух частях сборник «Свиток муз», который украшала виньетка, нарисованная Репниным и выгравированная Уткиным.
Наконец, 26 ноября 1803 года общество было признано официально, устав его утверждён и напечатан в «Периодическом сочинении об успехах народного просвещения».
В 1804 году общество решило издавать журнал под названием «Периодическое издание», который прекратился уже на 1-й книжке.
В 1807 году президентом общества вместо И. М. Борна стал Д. И. Языков, представлявший консервативное его крыло.
В 1811 году были отменены взносы денег и введены некоторые изменения в уставе.
Отечественная война временно прекратила деятельность общества. После 4-летнего перерыва (1812—1816) заседания были возобновлены под председательством А. Е. Измайлова и нерегулярно продолжались до 1826 года. В этот третий период Общество пополнилось большим числом новых членов, оказавших серьёзное влияние на направление деятельности Общества. Среди них: Ф. Н. Глинка, А. А. Дельвиг, В. К. Кюхельбекер, Е. А. Баратынский, О. М. Сомов, К. Ф. Рылеев, А. И. Мартос.